# Haagsche Delftsche Mixed
De Haagse Hockeyvereniging "Haagsche Delftsche Mixed" oftewel HDM is een hockeyclub uit Den Haag.

## Geschiedenis
De club werd opgericht op 8 februari 1908 toen een aantal Delftse studenten samen met hun Haagse vriendinnen wilden hockeyen. Via het kampioenschap in 1914 van de Tweede klasse en het kampioenschap in 1916 van de Promotieklasse promoveerden de mannen naar de Eerste klasse.
In de jaren 20 en 30 van de twintigste eeuw behoorde de club tot de topclubs van het land. De heren werden verspreid over de decennia 7 maal landskampioen, voor het eerst in 1924. De landstitel van 1942 moest gedeeld worden met VHC Venlo, omdat er in een directe beslissingswedstrijd door beide niks geforceerd kon worden.
Na de oorlog bivakkeerden zowel de dames- als de herenteams van HDM in de lagere regionen van het Nederlandse hockey. Pas in de jaren tachtig wisten de teams weer te promoveren naar de hoogste afdeling.
Vijftig jaar na de laatste landstitel behaalden de heren in 1992 opnieuw de landstitel. In 1995 werden diezelfde heren tijdens het toernooi om de Europacup II, tweede op Sardinië. Diezelfde prestatie werd een jaar later in eigen huis herhaald.
In het seizoen 2007-2008 behaalde Meisjes A1 de landstitel na eerst in de halve finale een heroïsch drieluik in de halve finale tegen Den Bosch te hebben verslagen en in de finale korte metten te maken met Rotterdam.
In het seizoen 2009-2010 speelt Heren 1 in de Overgangsklasse, terwijl Dames 1 wederom in de Hoofdklasse zal acteren. In 2010 promoveerde Heren 1 naar de hoofdklasse. Heren 1 werd overtuigend kampioen van de overgangsklasse en won de daarop volgende play off wedstrijden van Rood-Wit uit Aerdenhout met 0-3 uit en na strafballen met 5-4. Vanwege zeer heftige regenbuien en onweer werd de verlenging op het 2e (zand) kunstgras uitgespeeld. Diego Tanuscio scoorde de beslissende laatste penalty. Deze Argentijnse jeugdinternational kwam op zeer tragische wijze door een verkeersongeluk in Argentinië om het leven. In het seizoen 2010-2011 en 2011-2012 plaatsten alle jongens en meisjes topteams zich voor de hoogste landelijke en interdistrict competities. Tot grote vreugde van heel HDM tekende de Duitse top-international Fanny Rinne voor aanvankelijk nog een seizoen bij, echter om persoonlijke redenen draaide zij dat terug. Ook de Duitse international Maike Stöckel zal in het seizoen 2009-2010 uitkomen voor HDM. Zij speelde in Duitsland vanaf 2004 bij Rot-Weiß Köln. Het afgelopen seizoen kwam zij uit voor de Spaanse club Real Club de Polo de Barcelona. Daarnaast kwam zij vele malen uit voor het Duitse nationale team. In het seizoen 2010-2011 werd Herman Kruis hoofdcoach van HDM, voorheen coach bij Den Bosch.

## Palmares
- Landskampioen
  - Heren: 1924, 1930, 1931, 1935, 1936, 1941, 1942, 1992
- KNHB beker
  - Heren: 1994, 1995

- Landskampioen Zaalhockey
  - Heren: 1995, 2006, 2011, 2023
  - Dames: 1977, 1978, 1981, 1985, 2019

| 4 A |

| 5 A |

| 3 C |

| 3 B |

| 5 C |

| 1 A |

| 11 |

| 7 B |

| 1 B |

| 10 |

| 7 |

| 8 |

| 10 |

| 7 |

| 6 |

| 4 |

| 3 |

| 5 |

| 1 |

| 6 |

| 4 |

| 2 |

| 9 |

| 8 |

| 5 |

| 5 |

| 9 |

| 8 |

| 11 |

| 2 A |

| 3 A |

| 4 B |

| 2 B |

| 4 B |

| 4 B |

| 3 B |

| 1 B |

| 11 |

| 7 P |

| 1 F* |

| 3 B |

| 2 A |

| 3 A |

| 2 A |

| 12 |

| 2 A |

| 3 A |

| Eerste klasse |

| Overgangsklasse |

| Promotieklasse |

| Hoofdklasse |

| Eerste klasse |

| Overgangsklasse |

| Promotieklasse |

| Hoofdklasse |

| 4 A |

| 5 A |

| 3 C |

| 3 B |

| 5 C |

| 1 A |

| 11 |

| 7 B |

| 1 B |

| 10 |

| 7 |

| 8 |

| 10 |

| 7 |

| 6 |

| 4 |

| 3 |

| 5 |

| 1 |

| 6 |

| 4 |

| 2 |

| 9 |

| 8 |

| 5 |

| 5 |

| 9 |

| 8 |

| 11 |

| 2 A |

| 3 A |

| 4 B |

| 2 B |

| 4 B |

| 4 B |

| 3 B |

| 1 B |

| 11 |

| 7 P |

| 1 F* |

| 3 B |

| 2 A |

| 3 A |

| 2 A |

| 12 |

| 2 A |

| 3 A |

| Eerste klasse |

| Overgangsklasse |

| Promotieklasse |

| Hoofdklasse |

| Eerste klasse |

| Overgangsklasse |

| Promotieklasse |

| Hoofdklasse |

(*) Degradatiepoule
| 1 A |

| 5 |

| 10 |

| 7 |

| 4 |

| 5 |

| 5 |

| 7 |

| 8 |

| 4 |

| 3 |

| 6 |

| 6 |

| 7 |

| 7 |

| 8 |

| 11 |

| 2 B |

| 2 B |

| 1 B |

| 10 |

| 12 |

| 4 A |

| 5 B |

| 3 A |

| 1 B |

| 11 |

| 7 |

| 9 |

| 9 |

| 9 |

| 9 |

| 9 |

| 9 |

| 8 |

| 7 |

| 6 |

| 9 |

| 9 |

| Overgangsklasse |

| Hoofdklasse |

| Overgangsklasse |

| Hoofdklasse |

| 1 A |

| 5 |

| 10 |

| 7 |

| 4 |

| 5 |

| 5 |

| 7 |

| 8 |

| 4 |

| 3 |

| 6 |

| 6 |

| 7 |

| 7 |

| 8 |

| 11 |

| 2 B |

| 2 B |

| 1 B |

| 10 |

| 12 |

| 4 A |

| 5 B |

| 3 A |

| 1 B |

| 11 |

| 7 |

| 9 |

| 9 |

| 9 |

| 9 |

| 9 |

| 9 |

| 8 |

| 7 |

| 6 |

| 9 |

| 9 |

| Overgangsklasse |

| Hoofdklasse |

| Overgangsklasse |

| Hoofdklasse |

## Golfbaan
In 1984 werd de Stichting Golf Duinzicht opgericht. Deze Golfclub heeft oorspronkelijk op en om de hockeyvelden, maar thans volledig zelfstandig negen holes aangelegd.

## WK hockey
Gedurende enkele weken voorafgaand en tijdens het WK hockey mannen en vrouwen in 2014 in Den Haag maakten de Nederlandse teams gebruik van de faciliteiten op het complex van HDM. De club beschikt over een zogeheten Greenfields TX veld, het officiële WK-veld.